# 松谷みよ子
松谷 みよ子（まつたに みよこ、本名：松谷 美代子、1926年2月15日 - 2015年2月28日）は、日本の児童文学作家。
父は社会派の弁護士で、無産政党代議士となった松谷與二郎。元夫は児童文学関係者で人形劇団座長の瀬川拓男。自伝に『小説・捨てていく話』（1992年）、『自伝　じょうちゃん』（2007年）がある。瀬川康男との共著『いないいないばあ』は2020年11月24日付で339刷700万部出版されており、絵本の歴代発行部数1位となっている。

## 来歴・人物
1926年（大正15年）、東京市神田区元岩井町（現・東京都千代田区岩本町）に4人きょうだいの末っ子として生まれる。西巣鴨第五尋常小学校から東洋高等女学校に進み、1943年に卒業。11歳のときに父が交通事故死し、家の事情もあり大学には進まずに旧日本勧業銀行に就職、その後JTBで編集に従事する。1945年、東京への空襲が激化し
、家族とともに長野県中野市に疎開。1947年に長野で、1948年に東京で坪田譲治を訪ねて師事。1951年には童話集『貝になった子供』があかね書房から出版され、第1回児童文学者協会新人賞を受賞する。
1955年11月、人形劇活動を通じて知り合った瀬川と結婚、12月にはともに人形劇団太郎座を創設。
1960年の『龍の子太郎』は民話を再創造し、第1回講談社児童文学作品を受賞した。同書で1961年、第8回産経児童出版文化賞、翌1962年、国際アンデルセン賞優良賞を受賞。また太郎座の第1回本公演で人形劇「龍の子太郎」が上演されたのは1961年である（脚色＝瀬川）。
1964年、『ちいさいモモちゃん』で第2回野間児童文芸賞、NHK児童文学奨励賞を受賞後、〈モモちゃん〉シリーズを続ける。そのうち「モモちゃん絵本」を除いた6巻が〈モモちゃんとアカネちゃんの本〉シリーズとしてまとめられると、1974年の『モモちゃんとアカネちゃん』で赤い鳥文学賞を受け、累計620万部のロングセラーとなった。
1970年代半ば以降は「モモちゃん」シリーズ第6作『アカネちゃんとなみだの海』（1992年、第30回野間児童文芸賞受賞）を発表。ほかに、〈オバケちゃん〉シリーズ、『ふたりのイーダ』に始まる〈直樹とゆう子〉の5部作がある。1994年、『あの世からの火 直樹とゆう子の物語』で小学館文学賞受賞。1997年に巖谷小波文芸賞を受賞。
2015年2月28日午後6時13分、老衰のため東京都内の病院で死去。89歳没。4月4日にお別れの会が行われた。死後、作品の著作権は長女の「瀬川たくみ」と孫の「瀬川耕太郎」が管理している。

## 童話から現代の民話まで
疎開先の長野で坪田譲治に面会し（1947年）、東京で1948年に再び門を叩き教えを乞うようになる。坪田が1951年に創立したびわの実学校にも参加し、以後びわの実会では坪田の引退後も責任編集などを担当、1997年3月から2007年11月まで、児童文学同人誌『びわの実ノート』全33冊を刊行する。
地元の練馬で1972年、私設文庫「本と人形の家」を設けて、読者としての親子にも触れる 。また自身の離婚を『モモちゃんとアカネちゃん』に取り入れ、子どもが体験する両親の離婚として児童書で初めて取り上げた。
1964年刊行の『おはなしだいすき』に書いた詩をきっかけに童心社の編集長・稲庭桂子と乳児向けとして「あかちゃんの本」の作成を企画。1967年に刊行された『いないいないばあ』、〈あかちゃんの本〉シリーズとして『いいおかお』（1967年）、『もうねんね』（1968年）、『のせてのせて』（1969年）、いわさきちひろを作画に招いて『おふろでちゃぷちゃぷ』『もしもしおでんわ』（1970年）を出版、中央児童福祉審議会推薦の「よい絵本」に選ばれる。2020年に出版50年を迎え、200万部が買われた『おふろでちゃぷちゃぷ』をはじめ3世代に読み継がれている。

### 現代の民話
児童文学作家としての知名度が高いが、1956年に瀬川とともに民話の研究を始め、共著で1957年に『信濃の民話』を上梓している。『日本の伝説』をまとめて講談社から出し（1970年）、1985年に始めた『現代民話考』シリーズは、柳田國男のフォークロア収集の影響のもとに現代の都市伝説や現代妖怪譚を収集した重要な仕事として、民俗学的に評価されている。『現代の民話 あなたも語り手、わたしも語り手』（2000年）、『異界からのサイン』（2004年）、『民話の世界』（2005年）を著し、編集を務めた『怪談レストラン』シリーズはアニメ（2009年-2010年）放映を経て落合正幸監督により映画化された。

## 戦争と平和
平和運動に熱心で、戦争と平和をめぐる作品『ふたりのイーダ』『まちんと』『とうろうながし』『ぼうさまになったからす』『ミサコの被爆ピアノ』などがある。〈直樹とゆう子〉シリーズでアンネ・フランクを取り上げ、『私のアンネ=フランク 直樹とゆう子の物語』（1979年）で日本児童文学者協会賞受賞、『屋根裏部屋の秘密 直樹とゆう子の物語』偕成社 1988 のち文庫 九条の会に参加。
また、西田敏行、山田洋次、黒柳徹子らと共に「平和のための戦争展」（日本中国友好協会主催）の呼びかけ人を務めていた。

## 「お月さんももいろ」事件
1973年、童話「お月さんももいろ」（ポプラ社）が部落解放同盟から「差別を助長する作品」とされ、抗議を受けた。
「お月さんももいろ」は、土佐の海辺に住む漁師の娘「おりの」と、山に住む猟師の若者「与吉」の物語である。おりのが与吉に贈った宝物の「ももいろさんご」を殿様の配下が奪う場面で、「横目と、その手のもん」が悪役として登場することが部落解放同盟から問題視された。横目（横目付）もその配下の「手のもん」も江戸時代に処刑や刑務に携わった非人と考えられるため、「人間の美しさ、尊厳さを、差別を踏み台にして確立するのは許されない」というのが部落解放同盟の言い分であった。
このため、「お月さんももいろ」の「横目」と「その手のもん」は省略され、あるいは「さむらい」「さむらいたち」と改竄されるに至った。
旧版
新版

## 作品リスト
『松谷みよ子の本』別巻「松谷みよ子研究資料」（講談社、1997年）に収録の「松谷みよ子全著作目録」に詳しい。

### 1950年代
- 『貝になった子供』須田寿絵、あかね書房 1951 のち角川文庫
- 『かきのはっぱのてがみ』いわさきちひろ絵 、泰光堂〈ひらがなぶんこ〉1956
- 『ぞうとりんご』田代ともえ等絵 金の星社 1956

### 1960年代
- 『ひらかな童話集』戸田綾子等絵　金の星社 1960
- 『きつねのよめいり』瀬川康男絵　福音館　1960年　月刊絵本〈こどものとも〉53号、のち『こどものとも 傑作集』（1967年）
- 『龍の子太郎』久米宏一絵　講談社、1960 のち文庫
- 『ちいさいモモちゃん』(1964年)  (講談社)

のちに、「モモちゃんとアカネちゃんの本」シリーズ（全6巻）となる前身「モモちゃんの本」シリーズ（全3巻）の第一巻
- 「モモちゃんとアカネちゃんの本」シリーズ（全6巻）（講談社） -
- 『茂吉のねこ』三十書房 1964 のち偕成社文庫
- 『まえがみ太郎』福音館書店 1965 のち講談社文庫
- 『ふうちゃんの大旅行』小峰書店、1966
- 『てんにのぼったげんごろう』偕成社 1967
- 童心社〈あかちゃんのほん〉1967-1970

瀬川康男絵
- 『いないいないばあ』 1967
- 『いいおかお』 1967
- 『あなたはだあれ』 1968
- 『もうねんね』 1968

東光寺啓絵
- 『のせてのせて』　1969
- 『おさじさん』　1969

いわさきちひろ絵
- 『おふろでちゃぷちゃぷ』　1970
- 『もしもしおでんわ』　1970

- 『ジャムねこさん』大日本図書 1967 のち講談社文庫
- 『コッペパンはきつねいろ』偕成社 1968
- 『ふたりのイーダ 直樹とゆう子の物語』講談社、1969 のち文庫
- 『むささびのコロ』童心社 1969
- 『くもだんなとかえる』ポプラ社 1969
- 『おひさまどうしたの』あかね書房 1969

### 1970年代
- 『ちびっこ太郎』フレーベル館 1970 のち講談社文庫
- 『日本の伝説』全5巻 講談社 1970 のち『日本の昔ばなし』として講談社文庫、『日本の民話』として角川文庫
- 『おおかみのまゆ毛』大日本図書 1971 のち講談社文庫
- 『オバケちゃん』講談社 1971 のち文庫
- 『木やりをうたうきつね』偕成社 1971
- 『センナじいとくま』童心社 1971
- 『まこちゃんしってるよ』講談社 1971
- 『松谷みよ子全集』全15巻 講談社 1971-72
- 『たべられたやまんば』講談社 1972
- 『朝鮮の民話』全3巻 太平出版社 1972
- 『さぶろべいとコブくま』童心社 1973
- 『お月さんももいろ』ポプラ社 1973
- 『つとむくんのかばみがき』偕成社 1973
- 『松谷みよ子のむかしむかし』全10巻 講談社 1973
- 『モモちゃんの本』全3巻　講談社　1974　のち『モモちゃんとアカネちゃんの本』全6巻の1〜3巻となる
- 『つつじのむすめ』あかね書房 1974
- 『民話の世界』講談社現代新書 1974 のちPHP研究所 2005、講談社学術文庫 2014
- 『黒いちょう』ポプラ社 1975 のち講談社文庫
- 『水のたね』講談社 1975
- 『にげだしたじゃむぱんさん』講談社 1976
- 『死の国からのバトン 直樹とゆう子の物語』偕成社 1976
- 『千代とまり』講談社 1977
- 『てんぐとアジャ』岩崎書店 1978
- 『私のアンネ=フランク 直樹とゆう子の物語』偕成社 1979 のち文庫

### 1980年代
- 『いたちのこもりうた』ポプラ社 1981
- 『一まいのクリスマス・カード』偕成社 1982
- 『おかあさんのにおい』講談社 1982 その他、〈ふうちゃんえほん〉シリーズ
- 『鯉にょうぼう』岩崎書店 1983
- 『ぼうさまになったからす』偕成社 1983
- 『あの世からのことづて』筑摩書房 1984 のち文庫
- 『おときときつねと栗の花』偕成社 1984
- 『現代民話考』全5巻 立風書房 1985-86（19版、–1996）のちちくま文庫 全12巻（2003-2004）
- 『キママ・ハラヘッタというヒツジの話』偕成社 1985
- 『鯨小学校 おじさんの話』偕成社 1986
- 『わたしのいもうと』味戸ケイコ絵 偕成社 1987
- 『とまり木をください』筑摩書房 1987
- 『現代民話考 第2期』全3巻 立風書房 1987 のちちくま文庫
- 『戦争と民話 なにを語り伝えるか』岩波ブックレット、1987
- 『屋根裏部屋の秘密 直樹とゆう子の物語』偕成社 1988 のち文庫
- 『松谷みよ子全エッセイ』全3巻 筑摩書房 1989

### 1990年代
- 『ベトちゃんドクちゃんからのてがみ』童心社 1991
- 『小説・捨てていく話』筑摩書房 1992
- 『あの世からの火 直樹とゆう子の物語』偕成社 1993
- 『りえ覚書』筑摩書房 1994
- 『松谷みよ子の本』全10巻 講談社 1994-96
- 『現代民話考』9-12 立風書房 1994-96 のちちくま文庫

### 2000年代
- 『現代の民話 あなたも語り手、わたしも語り手』中公新書 2000　のち河出文庫
- 『読んであげたいおはなし 松谷みよ子の民話』筑摩書房 2002　のち文庫
- 『若き日の詩』童心社 2003
- 『異界からのサイン』筑摩書房 2004
- 『自伝 じょうちゃん』朝日新聞社 2007　のち文庫

### 共編著
- 『むかしむかし』与田凖一、川崎大治共編 童心社 1966
- 『秋田の民話』瀬川拓男と共著 未来社〈日本の民話 第10〉 1958
- 『狐をめぐる世間話』（共編） 青弓社 1993
- 『福岡県筑後ん昔ばなし』松谷みよ子民話研究室共編 1998
- 『怪談レストランシリーズ』怪談レストラン編集委員会著（責任編集） 童心社、1996- ※アニメ版では原作者の1人としてクレジット。